# Spiradiclis cylindrica
Spiradiclis cylindrica är en måreväxtart som beskrevs av Nathaniel Wallich och Joseph Dalton Hooker. Spiradiclis cylindrica ingår i släktet Spiradiclis och familjen måreväxter. Inga underarter finns listade i Catalogue of Life.